# Johann Georg von Dillis

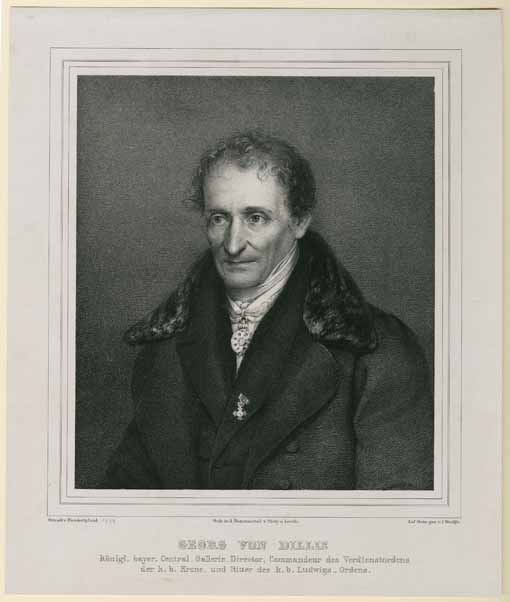
Johann Georg von Dillis

Johann Georg von Dillis (Dorfen, 26 dicembre 1759 – Monaco di Baviera, 28 settembre 1841) è stato un pittore e museologo tedesco.

## Biografia
Il pittore paesaggista Johann Georg von Dillis era fratello maggiore del pittore Cantius Dillis (1779-1854/56). Il loro padre era una guardia forestale. Compiuti gli studi di teologia e di filosofia, Johann Georg von Dillis fu ordinato prete, nel 1782. Come pittore si formò all'Accademia di belle arti di Monaco.

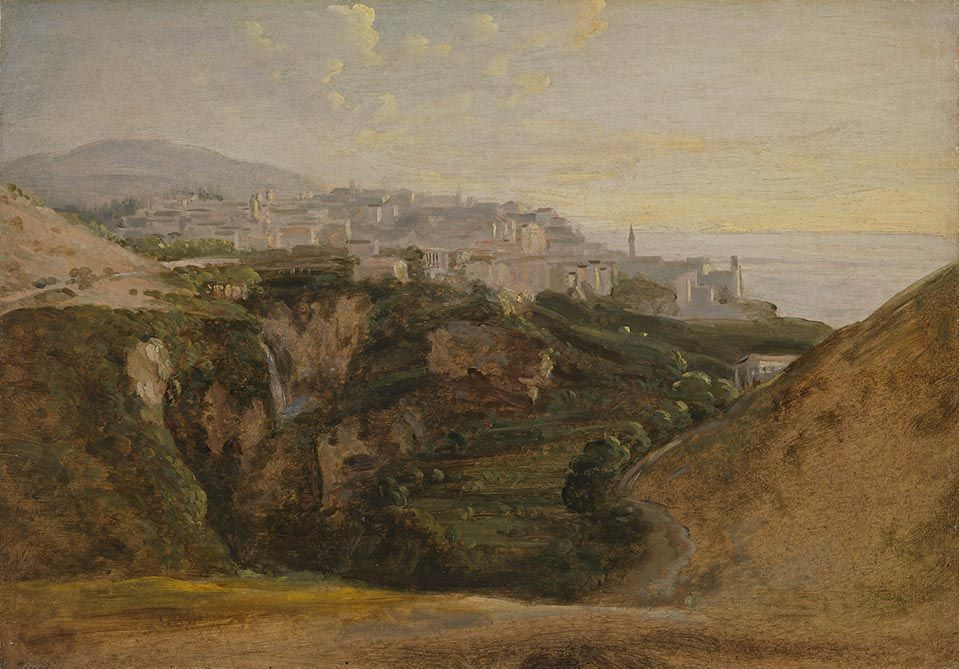
Johann Georg von Dillis, Tivoli, Bavarian State Painting Collections

Nel 1786 prese la decisione di spretarsi e, per sostenersi, dava lezioni di pittura a ragazzi appartenenti a famiglie aristocratiche. Ha compiuto lunghi viaggi di studio e di formazione artistica in Austria, in Italia e in Svizzera. A Roma era protetto da Luigi I di Baviera che a lui si rivolgeva per consigli sull'acquisto di opere d'arte antiche.

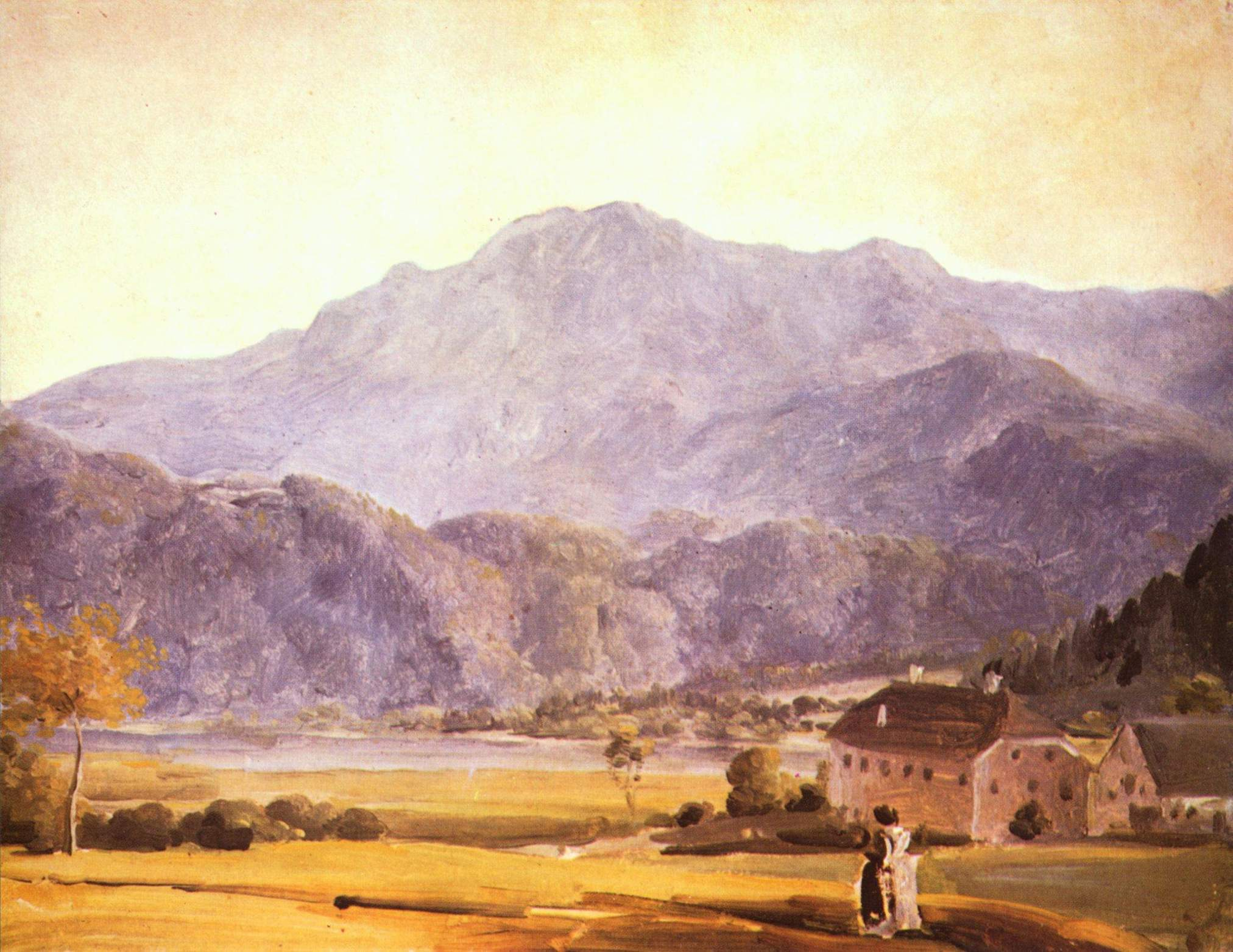
Georg von Dillis, Paesaggio con montagne, (Kunsthalle Bremen)

Nel 1818, insieme al principe Luigi (che non era ancora divento re), fu ospitato nella Villa Malta, al Pincio, sede del Circolo Artistico Tedesco. Questo soggiorno è documentato anche da un dipinto, con una Veduta del Quirinale da Villa Malta.
Johann Georg von Dillis fu nominato direttore della Alte Pinakothek di Monaco di Baviera e, accogliendo le richieste del re Luigi, fondò la Neue Pinakothek che fu aperta al pubblico nel 1836. Tra i ritratti da lui dipinti, quello di suo fratello Eustach Dillis, soprintendente delle aree boschive di Frisinga.
Divenne membro degli Illuminati, una società segreta tedesca, nata in Baviera nel XVIII secolo e che prese le distanze dalla Massoneria. Un suo ritratto è stato dipinto da Moritz Kellerhoven.
Fu sepolto all'Alter Südfriedhof, l'antico cimitero posto a sud di Monaco di Baviera, detto anche Alter Südlicher Friedhof.